# Theresa av Portugal
Theresa av Portugal, även kallad Mathilda av Portugal, född 1157, död 1218, var Portugals regent 1172–1173, grevinna av Flandern (1183–1191) genom sitt äktenskap med greve Filip I av Flandern och hertiginna av Burgund genom sitt äktenskap med hertig Eudes III av Burgund (1194–1195).

## Biografi
Theresa av Portugal var dotter till Alfons I av Portugal och Maud av Savojen. Theresa var sin fars favorit och Portugals regent tillsammans med sin bror Sancho under faderns sjukdom 1172–1173. Hennes far ska till och med ha övervägt att utnämna henne till och med till tronarvinge tillsammans med Sancho.

### Grevinna av Flandern
Theresa av Portugal fick inga barn under sitt första äktenskap. Hon var tillfällig interimregent efter makens död 1191. Hon blev en centralfigur för oppositionen till sin svägerska Margareta I av Flandern.

### Hertiginna av Burgund
Theresa av Portugal gifte om sig 1193 med Eudes III av Burgund. Maken skilde sig från henne på grund av hennes sterilitet 1195. Hon återvände därefter till sina änkegods i Flandern. 